# Marius Jouveau
Marius Jouveau (Aviñón, 8 de enero de 1878 - Aix-en-Provence, 14 de octubre de 1949) fue un poeta provenzal.

## Biografía
Fue hijo de Elzéar Jouveau (1847-1917), cartero de profesión, músico y cantante, llegando a colaborar con la Armana Provençau y con el  Brusc. Elzéar se convirtió en Mayoral de Félibrige en 1897. Por su parte, Marius Jouveau se licenció en lengua y literatura italiana. En 1910 fue alumno del Instituto Francés de Florencia, donde mantuvo contactos toda su vida.
Fue movilizado el 2 de agosto de 1914 para acudir con las tropas a la Primera Guerra Mundial. Pasó al frente del 8 de julio de 1915 al 30 de enero de 1919 en el Regimiento de Infantería 26. Fue citado en la orden del regimiento y recibió la Cruz de Guerra. Tras el conflicto bélico, decidió publicar anotaciones que había realizado durante el mismo.
Inició su carrera docente siendo tutor sucesivamente en el colegio de Manosque de 1808 a 1900, en el colegio de Arles de 1900 a 1913, en el liceo de Digne en 1913 y en el liceo de Aix en 1913. En 1920, fue nombrado profesor ayudante en el Lycée d'Aix. Asimismo, ejerció como profesor de italiano en el mismo instituto de Aix-en-Provence.
Fue discípulo de Frédéric Mistral y entró en el mundo de Félibrige en 1907, publicando Elementos de gramática provenzal y un manual del profesor provenzal para la corrección del provenzalismo. Se convirtió en Mayoral de Félibrige en 1913, ocupando un cargo director desde 1922.
Fue el fundador de la revista Fe, el creador del mensual En terro d'Arle (1907-1912), el director de la revista Lou Felibrige (1919-1945), el fundador del Escolo mistralenco de Arles y el director de la Armana Provençau.
El 11 de agosto de 1940, Jouveau escribió una carta al mariscal Philippe Pétain en la que sostenía que la Revolución Nacional y el Félibrige compartían los mismos valores. Propuso al Mariscal consultar los félibres sobre la organización de las provincias. Escribió al Ministro de Educación Nacional pidiéndole que emprendiera la revisión de los planes de estudios escolares para introducir la historia local y las lenguas provinciales.

## Obras
- En Camargo (1909)
- Flour au casco (1919)
- Image flourentin (1921)